# Hesperosaurus
Hesperosaurus ("západní ještěr") byl rod stegosauridního ptakopánvého dinosaura, který žil v období svrchní jury (kimmeridž až tithon, asi před 150 miliony let) na území dnešního Wyomingu v USA. Fosilie tohoto čtyřnohého býložravce pochází ze starších partií geologického souvrství Morrison, proto je mírně starší než ostatní stegosauridi známí z tohoto souvrství.

## Objev a popis
Stejně jako jeho příbuzní měl i hesperosaurus na hřbetě sérii alternujících plátů a čtyři obranné kolce na ocase. Oproti známějšímu rodu stegosaurus měl hřbetní pláty sice nižší, ale zato širší. Lebka byla kratší a širší než u stegosaura, v tom se hesperosaurus podobal rodu Dacentrurus.
Druh H. mjosi byl formálně popsán roku 2001 Kennethem Carpenterem a jeho kolegy; jméno bylo zvoleno podle geografického umístění nálezu. Fosilní kostra byla poměrně kompletní, stejně tak i lebka. Fosílie hesperosaura byla objevena v tzv. zóně 1 morrisonského souvrství. Tento stegosaurid dosahoval délky asi 5 až 6,5 metru a hmotnosti kolem 3500 kg. Patřil tak k největším známým stegosauridům vůbec.
V roce 2008 přišla Susannah Maidment a její kolegové s tvrzením, že hesperosaurus není samostatným rodem, nýbrž jen novým druhem rodu Stegosaurus. V tom případě by se hesperosaurus stal druhem Stegosaurus mjosi.
V roce 2018 byl popsán nový exemplář hesperosaura, objevený v sedimentech souvrství Morrison na území Montany.